# Work and Travel
Work and Travel е програма на Държавния департамент на Съединените американски щати от 1961 г., която дава възможност на редовни студенти от цял свят да прекарат до пет месеца в САЩ, като през четири от тях имат право да работят легално.
В България програмата започва в началото на 1990-те години и набира голяма популярност. Изискванията към кандидатите от България включват:
- да са записани в редовна форма на обучение в акредитирано българско висше училище,
- да имат средно или по-високо владеене на английски език.

Сред местата в САЩ, които привличат най-много студенти, са: Масачузетс, Ню Йорк, Ню Джърси, Илинойс, Флорида, Калифорния и други. Най-често това са курорти, където активният сезон обхваща месеците май – септември.
Работните позиции също са разнообразни – обикновено в увеселителни паркове, заведения за хранене (както големите вериги, така и малки ресторанти), като детегледачи и други позиции в областта на услугите.